# Ledda Bay
Die Ledda Bay ist eine seichte und 19 km breite Bucht an der Nordseite von Grant Island vor der Hobbs-Küste des westantarktischen Marie-Byrd-Lands. 
Entdeckt und erstmals kartiert wurde die Bucht am 4. Februar 1962 von der Besatzung des Eisbrechers USS Glacier. Das Advisory Committee on Antarctic Names benannte sie 1966 nach Raymond J. Ledda Jr. (1930–2002), der als Quartiermeister der Besatzung der USS Glacier angehört hatte.